# Barbara Manfredi

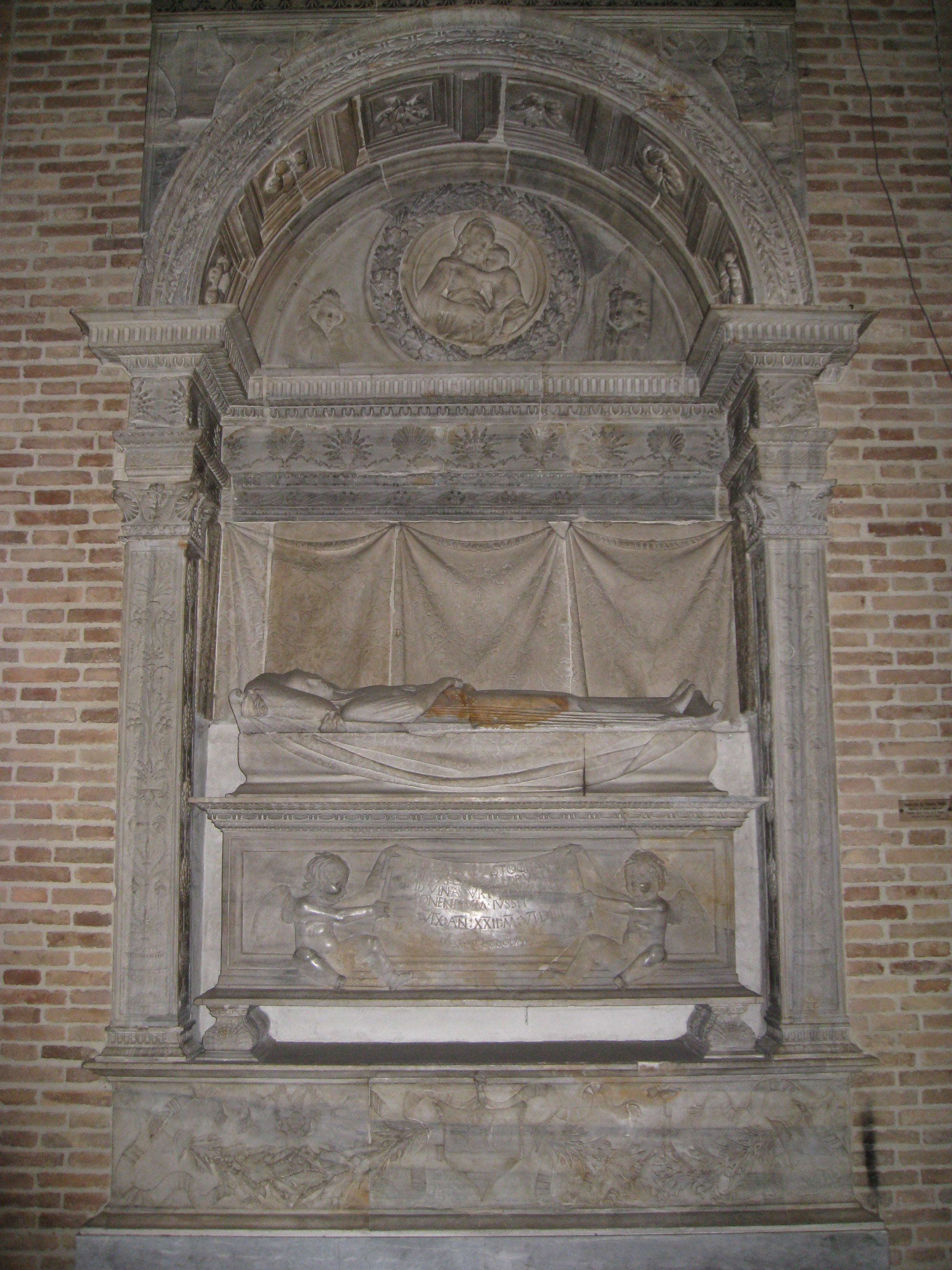
Sepolcro di Barbara Manfredi

Barbara Manfredi (Faenza, 3 aprile 1444 – Forlì, 7 ottobre 1466) è stata figlia del signore di Faenza, Astorre II Manfredi, o Astorgio II, viene promessa, all'età di sette anni (2 marzo 1451), al signore di Forlì Pino III Ordelaffi, che effettivamente sposa il 16 maggio 1462.

## Biografia
Ammalatosi gravemente il marito nel 1463, è sospettato di avvelenamento il fratello di lui Francesco IV Ordelaffi, detto Cecco. Caterina Rangoni, la vedova di Antonio Ordelaffi, benché sia la madre dei due fratelli, contribuisce ad alimentare i sospetti. Pino guarisce.
Quando, però, è Francesco ad ammalarsi nel 1466, Barbara Manfredi tenta a sua volta di avvelenare lui.
Cecco è, infine, ucciso a pugnalate da un ufficiale il 22 aprile 1466: Pino è signore di Forlì, posizione che consolida anche grazie all'appoggio di Venezia.
Ma la tragedia non è conclusa: Barbara muore improvvisamente nel 1466, mentre il padre sospetta immediatamente Pino di averla a sua volta avvelenata, per gelosia.

## Arte
In memoria della moglie, Pino fa comunque preparare un bellissimo monumento funebre da Francesco di Simone Ferrucci da Fiesole, che, collocato originalmente nella chiesa forlivese di San Biagio, distrutta da un bombardamento nella seconda guerra mondiale, è ora visibile nella suggestiva abbazia di San Mercuriale di Forlì .

## Ascendenza
|                                              |                                             |                                                      | Genitori                                             |  |  | Nonni |  |  | Bisnonni                                 |  |  | Trisnonni                                |  |
|                                              |                                             |                                                      |                                                      |  |  |       |  |  | 8. Astorre I Manfredi, signore di Faenza |  |  | 16. Giovanni Manfredi, signore di Faenza |  |
|                                              |                                             |                                                      |                                                      |  |  |       |  |  | 8. Astorre I Manfredi, signore di Faenza |  |  | 16. Giovanni Manfredi, signore di Faenza |  |
|                                              |                                             | 17. Ginevra Mongardino                               |                                                      |  |  |       |  |  | 8. Astorre I Manfredi, signore di Faenza |  |  |                                          |  |
| 4. Gian Galeazzo Manfredi, signore di Faenza |                                             |                                                      |                                                      |  |  |       |  |  | 8. Astorre I Manfredi, signore di Faenza |  |  |                                          |  |
|                                              |                                             | 9. Leta da Polenta                                   | 18. Guido III da Polenta, signore di Ravenna         |  |  |       |  |  |                                          |  |  |                                          |  |
|                                              |                                             | 9. Leta da Polenta                                   | 18. Guido III da Polenta, signore di Ravenna         |  |  |       |  |  |                                          |  |  |                                          |  |
|                                              |                                             | 9. Leta da Polenta                                   | 19. Elisa d'Este                                     |  |  |       |  |  |                                          |  |  |                                          |  |
| 2. Astorre II Manfredi, signore di Faenza    |                                             | 9. Leta da Polenta                                   |                                                      |  |  |       |  |  |                                          |  |  |                                          |  |
|                                              |                                             | 10. Galeotto I Malatesta, signore di Rimini e Cesena | 20. Pandolfo I Malatesta, signore di Rimini e Pesaro |  |  |       |  |  |                                          |  |  |                                          |  |
|                                              |                                             | 10. Galeotto I Malatesta, signore di Rimini e Cesena | 20. Pandolfo I Malatesta, signore di Rimini e Pesaro |  |  |       |  |  |                                          |  |  |                                          |  |
|                                              |                                             | 10. Galeotto I Malatesta, signore di Rimini e Cesena | 21. Taddea                                           |  |  |       |  |  |                                          |  |  |                                          |  |
| 5. Gentile Malatesta                         |                                             | 10. Galeotto I Malatesta, signore di Rimini e Cesena |                                                      |  |  |       |  |  |                                          |  |  |                                          |  |
|                                              |                                             | 11. Gentile da Varano                                | 22. Rodolfo II da Varano, signore di Camerino        |  |  |       |  |  |                                          |  |  |                                          |  |
|                                              |                                             | 11. Gentile da Varano                                | 22. Rodolfo II da Varano, signore di Camerino        |  |  |       |  |  |                                          |  |  |                                          |  |
|                                              |                                             | 11. Gentile da Varano                                | 23. Camilla Chiavelli                                |  |  |       |  |  |                                          |  |  |                                          |  |
| 1. Barbara Manfredi                          |                                             | 11. Gentile da Varano                                |                                                      |  |  |       |  |  |                                          |  |  |                                          |  |
|                                              | 12. Alberico II da Barbiano, conte di Cunio | 24. Lodovico da Barbiano, conte di Cunio             |                                                      |  |  |       |  |  |                                          |  |  |                                          |  |
|                                              | 12. Alberico II da Barbiano, conte di Cunio | 24. Lodovico da Barbiano, conte di Cunio             |                                                      |  |  |       |  |  |                                          |  |  |                                          |  |
|                                              | 12. Alberico II da Barbiano, conte di Cunio | 25. Isabella Manfredi                                |                                                      |  |  |       |  |  |                                          |  |  |                                          |  |
| 6. Lodovico da Barbiano, conte di Cunio      | 12. Alberico II da Barbiano, conte di Cunio |                                                      |                                                      |  |  |       |  |  |                                          |  |  |                                          |  |
|                                              |                                             | 13. Antonia Manfredi                                 | 26. Astorre I Manfredi, signore di Faenza (= 8.)     |  |  |       |  |  |                                          |  |  |                                          |  |
|                                              |                                             | 13. Antonia Manfredi                                 | 26. Astorre I Manfredi, signore di Faenza (= 8.)     |  |  |       |  |  |                                          |  |  |                                          |  |
|                                              |                                             | 13. Antonia Manfredi                                 | 27. Leta da Polenta (= 9.)                           |  |  |       |  |  |                                          |  |  |                                          |  |
| 3. Giovanna da Barbiano                      |                                             | 13. Antonia Manfredi                                 |                                                      |  |  |       |  |  |                                          |  |  |                                          |  |
|                                              |                                             | 14. Filippino Casati, patrizio milanese              | 28. Giovanni "Giovannino" Casati                     |  |  |       |  |  |                                          |  |  |                                          |  |
|                                              |                                             | 14. Filippino Casati, patrizio milanese              | 28. Giovanni "Giovannino" Casati                     |  |  |       |  |  |                                          |  |  |                                          |  |
|                                              |                                             | 14. Filippino Casati, patrizio milanese              | …                                                    |  |  |       |  |  |                                          |  |  |                                          |  |
| 7. Fiorbellina Casati                        |                                             | 14. Filippino Casati, patrizio milanese              |                                                      |  |  |       |  |  |                                          |  |  |                                          |  |
|                                              |                                             | 15. Elisabetta Rusconi                               | …                                                    |  |  |       |  |  |                                          |  |  |                                          |  |
|                                              |                                             | 15. Elisabetta Rusconi                               | …                                                    |  |  |       |  |  |                                          |  |  |                                          |  |
|                                              |                                             | 15. Elisabetta Rusconi                               | …                                                    |  |  |       |  |  |                                          |  |  |                                          |  |
|                                              |                                             | 15. Elisabetta Rusconi                               |                                                      |  |  |       |  |  |                                          |  |  |                                          |  |